# Nitra (miasto)
Nitra (niem. Neutra, węg. Nyitr(i)a) – miasto w zachodniej Słowacji, położone nad rzeką Nitrą. Stolica kraju nitrzańskiego oraz ośrodek administracyjny powiatu Nitra. Nitra zajmuje piąte miejsce wśród najludniejszych słowackich miast. Na początku 2023 roku liczba mieszkańców wynosiła 76 223.

## Historia

### Wczesne średniowiecze
Od momentu przybycia Słowian na obszary zachodniej Słowacji na początku VI w. okolice Nitry stanowiły jedno z głównych centrów osadniczych. Pierwszy gród, o charakterze schronieniowym i być może kultowym, powstał na szczycie wzgórza Zobor w VII lub VIII w. (wykorzystano wały grodziska kultury łużyckiej z epoki brązu i wczesnej epoki żelaza). Jego walory obronne były raczej niskie, region ten był w tym czasie kontrolowany przez Awarów, których osadnictwo pod koniec VIII w. sięgało południowych granic dzisiejszego miasta. Po upadku Kaganatu Awarskiego na początku IX w., Nitra stała się centrum polityczno-gospodarczym obszaru zachodniej Słowacji. Powszechnie określa się je mianem „księstwa nitrzańskiego”, w rzeczywistości nie ma jednak danych mówiących o istnieniu takiego tworu politycznego przed połową IX w.
Najwcześniejsze informacje o Nitrze pojawiają się w źródłach pisanych około 870 r. i odnoszą do wydarzeń z lat ok. 828-833. Według „Conversio Bagoariorum et Carantanorum” niejaki Pribina zbudował „na swoim majątku” w miejscu zwanym locus Nitrava kościół i dał go poświęcić arcybiskupowi Salzburga Adalramowi, najprawdopodobniej w roku 828 lub 831. Źródło jest tendencyjne, gdyż jednym z jego celów, było wykazanie praw archidiecezji w Salzburgu do obszarów stanowiących pole działalności misyjnej św. Metodego, biskupa Panonii i Moraw. Jest zatem rzeczą sporną, czy nazwa locus Nitrava oznaczała w tym przypadku miejscowość, albo też stanowiła nazwę całego regionu położonego nad rzeką Nitrą (podobnie jak np. Morawy nad rzeką Morawą). Choć powszechnie uważa się, że kościołem tym był obiekt stanowiący dziś katedrę św. Emmerama na Nitrianskim hradzie, nie ma na to dowodów wykopaliskowych. Nie ma także stuprocentowej pewności, co do tego, czy Pribina był samodzielnym władcą Nitry, czy też zarządzał Nitrą z ramienia władców Moraw. Przyczyny jego wygnania przez księcia Moraw Mojmira w 833 r. są bliżej nieznane i pozostają w sferze domysłów.
W okresie wielkomorawskim (ok. 846-907) Nitra była głównym grodem samodzielnego (choć nie suwerennego) terytorium określanego przez historyków jako „księstwo nitrzańskie”, które stanowiło jeden z obszarów kluczowych Wielkich Moraw. We frankijskich źródłach pisanych z 2. połowy IX w. bywa określane jako regnum, co świadczyło o jego wyjątkowej pozycji i sile. Od około 850 r. Nitra była siedzibą Świętopełka (do 870 r. główną), późniejszego władcy Wielkich Moraw, a następnie po jego śmierci w 894 r., wraz z księstwem Nitrzańskim, przypadła w udziale jednemu z jego synów, Świętopełkowi II. Nie jest jasne kto sprawował władzę w Nitrze pomiędzy 871 a 894 r. W roku 871 na krótko została opanowana przez Sławomira, możnego z rodu Mojmirowiczów, który jednak został szybko przez Świętopełka usunięty. Najprawdopodobniej po tym Świętopełk zachował władzę nad Nitrą i regnum aż do swojej śmierci i sprawował ją poprzez jakiegoś wojewodę, być może syna.
Gród na Nitrianskim hradzie wybudowano około połowy IX w. i zajmował on cały obszar dzisiejszego wzgórza. Miał powierzchnię około 8 ha. Teren podgrodzia pokrywający się z obszarem obecnego Starego Miasta był zajęty przez gęste osadnictwo otwarte, jego część mogła być jednak umocniona (np. palisadą), czemu sprzyjało położenie Nitry na łagodnych wzgórzach. W IX w. na terenie dzisiejszego miasta znajdowały się przynajmniej dwa mniejsze grody – na Martinskim vrchu oraz na Lupce.
W roku 880 papież Jan VIII, na prośbę księcia wielkomorawskiego Świętopełka, powołał w Nitrze biskupstwo podległe arcybiskupowi Moraw i Panonii św. Metodemu. Wtedy też założono opactwo benedyktyńskie pod wezwaniem św. Hipolita na Zoborze. Biskupstwo nitrzańskie najprawdopodobniej zanikło po upadku Wielkich Moraw, po 907 roku W roku 1000 Nitra znalazła się w obrębie nowo powstałej archidiecezji ostrzyhomskiej, która prawdopodobnie objęła cały obszar byłej wielkomorawskiej diecezji nitrzańskiej.
Po upadku politycznym Wielkich Moraw gród zachowuje swoje znaczenie jako stolica regionu. Między 907 a 920 r. Nitra została opanowana przez wojska węgierskie, a jej zdobycie skutkowało podporządkowaniem księciu Arpadowi i jego następcom całego obszaru zachodniej Słowacji. Od tego czasu Nitra należała do domen dynastii Arpadów, a gród był siedzibą księcia nitrzańskiego, zwykle następcy tronu Węgier. Zachowano tym tradycję pochodzącą jeszcze z czasów książąt wielkomorawskich. Na lata 20.-30. X w. datuje się też napływ węgierskiego osadnictwa na obszary dzisiejszej południowej Słowacji, w tym rejon Nitry, miasto zachowało jednak słowiański charakter. W drugiej połowie X w. (ok. 955-987), w wyniku osłabienia władzy spowodowanego klęska Węgrów na Lechowym polu, gród i region Nitry prawdopodobnie dostał się pod panowanie czeskie. Odzyskany przez Węgrów pod koniec X w., na początku XI w. (około 1001) gród dostał się wraz z obszarem dzisiejszej Słowacji pod panowanie Bolesława Chrobrego, jednak nadal władał w nim książę z dynastii Arpadów – Władysław Łysy. Nitra powróciła pod panowanie węgierskie w 1029 r. W latach panowania polskiego w Nitrze w opactwie św. Hipolita przebywał św. Andrzej-Świerad, pustelnik pochodzący z Opatowca nad Wisłą.
W pierwszej połowie XI w. gród nitrzański uległ spaleniu. Nowe umocnienia wybudowano w latach 1046–1060. Wtedy też najprawdopodobniej umocniono i podgrodzie. W 2. poł. XI w. wał drewniano-ziemny grodu zastąpiono murem kamiennym, jednym z najwcześniejszych murowanych umocnień na terenie dawnego Królestwa Węgierskiego.
W latach 1048–1108 Nitra stanowiła siedzibę tzw. pogranicznego województwa (ducatus), obejmującego 15 komitatów górnowęgierskich, i siedzibę następcy tronu Węgier. W 1110 r. król węgierski Koloman odnowił biskupstwo nitrzańskie podlegające arcybiskupstwu w Ostrzyhomiu. Na skutek reform administracyjnych prowadzonych od końca XI w. i w XII w. (wydzielanie nowych komitatów) księstwo nitrzańskie uległo rozkładowi (zlikwidowane w 1108 r.) i stało się jednym z wielu komitatów Górnych Węgier.

### Późne średniowiecze[11]
W roku 1248 za zasługi w obronie przed Tatarami Nitra została wolnym miastem królewskim z szeregiem przywilejów. Lokacja miasta obejmowała tylko tzw. Dolne Miasto (dzisiejsze Stare Miasto). Górne Miasto, leżące w obrębie murów zamkowych należało do biskupstwa i królewskiego zarządcy (żupana). Rycerze i żydowscy kupcy mieli swoje majątki w części zwanej Parovce. Jednakże już w 1288 r. król Władysław IV darował całe miasto biskupstwu nitrzańskiemu. Zdecydowanie spowolniło to rozwój ekonomiczny miasta. Biskupi respektowali jednak prawa miejskie. Miastem zarządzała 12-osobowa rada miejska na czele z wójtem. Głównym źródłem dochodów miasta była uprawa winorośli. O jej znaczeniu świadczy fakt powołania przez miasto specjalnego urzędnika, tzw. winnego wójta, który regulował uprawę i produkcje wina w Nitrze. Miasto posiadało prawa targowe (we wtorki) i jarmark. Podatki dzielono między biskupstwo i miasto. Spory cywilne rozpatrywał sąd miejski, a kryminalne ława złożona z przedstawicieli biskupa i wójta. Mieszczanie mogli swobodnie rozporządzać swoim majątkiem i byli wolni.
W okresie średniowiecza zamek w Nitrze był wielokrotnie oblegany i zdobywany przez różne wojska, zarówno w ramach konfliktów międzynarodowych, jak i wewnętrznych. Miasto nie posiadało murów, a jedynie ziemne szańce okalające dzisiejsze Stare Miasto. W czasie najazdu tatarskiego w 1241 r. skuteczną obronę zamku w Nitrze prowadził król Bela IV. Tatarzy zniszczyli jednak miasto i splądrowali klasztor św. Hipolita. W 1271 r. i 1273 r. zamek dwukrotnie zdobył i spustoszył król czeski Przemysł Ottokar II. W 1311 i 1317 r. zamek w Nitrze zdobył i splądrował Mateusz Czak, przy czym, podczas ostatniego oblężenia, mury zamkowe zostały kompletnie zniszczone.
W roku 1328 biskup Mieszko Bytomski, jeden ze śląskich Piastów, rozpoczął budowę nowej katedry, która trwała do 1355 r. W 1403 r. Nitrę zdobył Ścibor ze Ściborzyc, polski rycerz w służbie króla Zygmunta Luksemburskiego, który w nagrodę otrzymał ją w zarząd, jako komes (żupan). W 1471 r. w czasie konfliktu Macieja Korwina z Kazimierzem Jagiellończykiem Nitrę zdobyły polskie wojska pod wodzą Piotra Dunina. Dowódcą wojsk okupujących zamek przez rok był Paweł Jasieński (zm. 1485).

### Czasy nowożytne[11]
Sytuacja mieszczan uległa znaczącemu pogorszeniu ekonomicznemu i prawnemu pod koniec XV w., kiedy to biskupi zaczęli wykorzystywać miasto wyłącznie jako źródło prywatnych dochodów. Mieszczanie byli zmuszani do pańszczyzny, biskupi przestali respektować uprawnienia rady miejskiej, miasto utraciło też dochody z podatków. W 1538 r. Nitra przeszła w ręce magnackiego rodu Thurzonów, którego członkowie obsadzali zarówno godność biskupa, jak i królewskiego zarządcy miasta (kapituły) i traktowali miasto i obywateli jak swoją własność. W 1553 r. w pożarze spłonął dom wójta, a wraz z nim dokumenty poświadczające przywileje miejskie. Thurzovie oddali Nitrę królowi w 1556 r. Spory o zyski z miasta między biskupem a zarządcą kapituły trwały do końca XVIII w.
W 1545 r. rozpoczęto budowę umocnień miejskich, Dolne Miasto nigdy jednak nie otrzymało murów z prawdziwego zdarzenia, a jedynie bramę miejską (tzw. Turecka Brama). W latach 1663–1664 Nitra była okupowana przez wojska tureckie. Wypędzenie Turków w 1664 r. odbyło się kosztem zniszczenia miasta i zamku. Zamek w dzisiejszym kształcie odbudowano w 1673 r. Otrzymał on załogę złożoną z wojsk cesarskich, co było przyczyną stałych konfliktów i awantur między mieszczanami a żołnierzami. W 1701 r. załoga cesarska opuściła Nitrę. Rozkazu zburzenia murów zamkowych nie wykonano, z powodu braku środków.

### XVIII–XIX wiek[11]
XVIII i XIX wiek to okres rozwoju architektonicznego Górnego Miasta, które nadal stanowiło własność biskupią. W latach 1710–1736 przebudowano od podstaw, w barokowym stylu, katedrę św. Emmerama. W latach 1731–1739 wybudowano pałac biskupi oraz wieżę zegarową, w 1764–1770 tzw. Wielkie Seminarium (rozbudowane następnie w latach 1778–1780), a w latach 1778–1779 pałac prepozytury nitrzańskiej. W roku 1786 wybrukowano ulice, przybywały rzeźby. Do końca XVIII w. Górne Miasto nabrało wyglądu podobnemu dzisiejszemu. Pożar w roku 1793 zniszczył klasztor franciszkanów i sąsiednie zabudowania, co wykorzystano do jego przebudowy. W 1818-1821 biskup Kluch wybudował pałac w stylu empire.
Obywatele Dolnego Miasta, z wyjątkiem szlachty, pozostawali w zależności od biskupstwa nitrzańskiego aż do zniesienia pańszczyzny w roku 1848. Mieli obowiązek odpracowywania 3 dni w tygodniu na rzecz pana, płacenia dziesięciny z winnic oraz obowiązek kupowania piwa z pańskiego browaru, mięsa z pańskich jatek, soli z pańskiego składu, a w zimie wina wyłącznie w pańskich karczmach. Swoje wino mogli sprzedawać tylko w lecie. Oprócz tego mieszczanie płacili wspólny czynsz za obrabianą ziemię i oddawali połowę dochodów z opłat targowych. W 1755 roku biskup Imrich Gabriel Eszterházy na sądzie królewskim wymusił na mieszczanach dodatkowe świadczenia w naturze z okazji każdego święta. Dodatkowo biskup miał prawo kontrolować miejskie rachunki. Mieszczanie obronili jednak wolność osobistą oraz majątkową. Kolejni biskupi co kilka lat wznawiali procesy. Spory i próby zawłaszczania Dolnego Miasta przez biskupów nitrzańskich trwały do 1848 r.
W latach 1739–1740 Nitrę opanowała zaraza, w wyniku której zmarła 1/3 ludności miasta.

### 1848–1918[11]
W czasie Wiosny Ludów na Węgrzech już w marcu 1848 miasto Nitra uzyskało niezależność od biskupstwa, kapituły oraz własności szlacheckiej, a wszystkie części miejskie zostały połączone. Samo miasto nie odegrało jednak większej roli w wydarzeniach historycznych tego okresu. Według spisu obywateli Nitrę zamieszkiwało wówczas 9483 osób, co automatycznie uczyniło ją miastem średniej wielkości. Władzę powierzono burmistrzowi podległemu komisarzowi żupy. Miasto utraciło jednak własny sąd na rzecz sądu powiatowego (Okresný súd). W 1886 Nitra otrzymała nowy statut miejski. Miasto podzielono na obwody wyborcze, o wszystkim decydował samorząd i rada miasta. W 1895 r. wprowadzono śluby cywilne. Zakończono też spory własnościowe z biskupstwem. W 1904 roku uchwalono herb miasta, na którym wzorowany jest dzisiejszy symbol Nitry.
W czasie I wojny światowej Nitra służyła jako lazaret, co stało się przyczyną problemów z dostępem do wody i żywności w mieście. 16-tysięcznemu miastu przybyło około 10 000 żołnierzy i personelu. W 1915 roku wprowadzono kartki żywnościowe, zakazano też czerpania wody z rzeki.
Imponujący wygląd Górnego Miasta kontrastował z Dolnym Miastem, które zachowało średniowieczny wygląd i stanowiło osadę o charakterze półwiejskim. Mieszczanie hodowali bydło, które codziennie wyganiali przez bramę miejską na pastwiska, powszechne były chlewy, gumna i spichlerze, a do działek przylegały pola i winnice. Dopiero w 2. poł. XIX miasto nabrało współczesnego charakteru. W 1880 r. wybudowano magistrat, w 1883 r. otworzono Teatr Żupny, a w następnych latach pocztę i sierociniec. Zburzeniem Bramy Tureckiej w 1859 r. otworzono też możliwość rozbudowy miasta na południe. W 1890 r. wybudowano w Nitrze koszary. Lata 80. XIX to okres rozwoju handlu, co skutkowało rozbudową miasta o hotele, gospody i kawiarnie. W 1892 r. przeprowadzono pierwszą linię telefoniczną między gospodą Koruna a hotelem Hungária. Do 1897 roku w mieście powstało 18 nowych budynków a 93 przebudowano. Największą inwestycją była budowa reprezentacyjnego pałacu sądu w latach 1901–1903.

### 1918–1939[11]
Powstanie Republiki Czechosłowackiej urząd miasta i obywatele Nitry (przeważnie Węgrzy lub madziaryzowani Słowacy) przyjęli negatywnie. 28 października 1918 Rada Miasta zadeklarowała wierność Węgrom i rządowi w Budapeszcie. 2 listopada powstała Węgierska Rada Narodowa w Nitrze, jednakże już 10 grudnia 1918 r. do miasta wkroczyły wojska czechosłowackie. Bez wsparcia z zewnątrz Rada Narodowa zdecydowała się oddać miasto bez walki. Wojsko węgierskie wycofało się do Nowych Zamków. W mieście powołano Słowacką Radę Narodową i przystąpiono do reorganizacji administracji. Węgierscy urzędnicy masowo odmawiali współpracy z czechosłowacką władzą, co było przyczyną krótkotrwałego paraliżu m.in. poczty, kolei, sądu i prokuratury do czasu sprowadzenia urzędników czeskich i słowackich.

### 1939–1945
29 sierpnia 1944 r. na wieść o wybuchu słowackiego powstania narodowego, władzę w Nitrze przejęło wojsko wierne prezydentowi Jozefowi Tiso i rządowi w Bratysławie. Wprowadzono prohibicję i godzinę policyjną. 1 sierpnia 1944 r. do Nitry wkroczyły oddziały niemieckie obsadzające zachodnią Słowację, ale po kilku godzinach ją opuściły, pozostawiając jednak oddział żandarmerii. 3 sierpnia 1944 r. przybyło wojsko niemieckie, które pozostało w Nitrze do 25 marca 1945 r.
W Wielkanocny Poniedziałek 26 marca 1945 r. około godziny dziewiątej 36 radzieckich bombowców Pe-2 dokonało nalotu na centrum miasta. Oficjalnie celem były koszary, jednakże już poprzedniej nocy ostatnie oddziały niemieckie opuściły Nitrę, o czym Rosjanie musieli wiedzieć. Bomby zrzucono głównie na obiekty cywilne i ulice, na których odbywał się wielkanocny jarmark. Zrzucono 166 bomb. W bombardowaniu zginęło przynajmniej 345 osób (oficjalnie podano liczbę 366), w tym zaledwie 5 żołnierzy niemieckich i 8 słowackich. Pozostałe ofiary to cywile. Zniszczono 53 domy a uszkodzono 295. Centrum miasta zostało zrujnowane. Z militarnego punktu widzenia bombardowanie Nitry nie miało żadnego sensu. W powszechnym odczuciu była to zemsta Rosjan za sojusz Słowacji z hitlerowskimi Niemcami i nieprzyłączenie się Nitry do Słowackiego powstania narodowego.

## Zabytki Nitry
- Zamek (Nitriansky hrad)
- Pałac Biskupi (Biskupský palác)

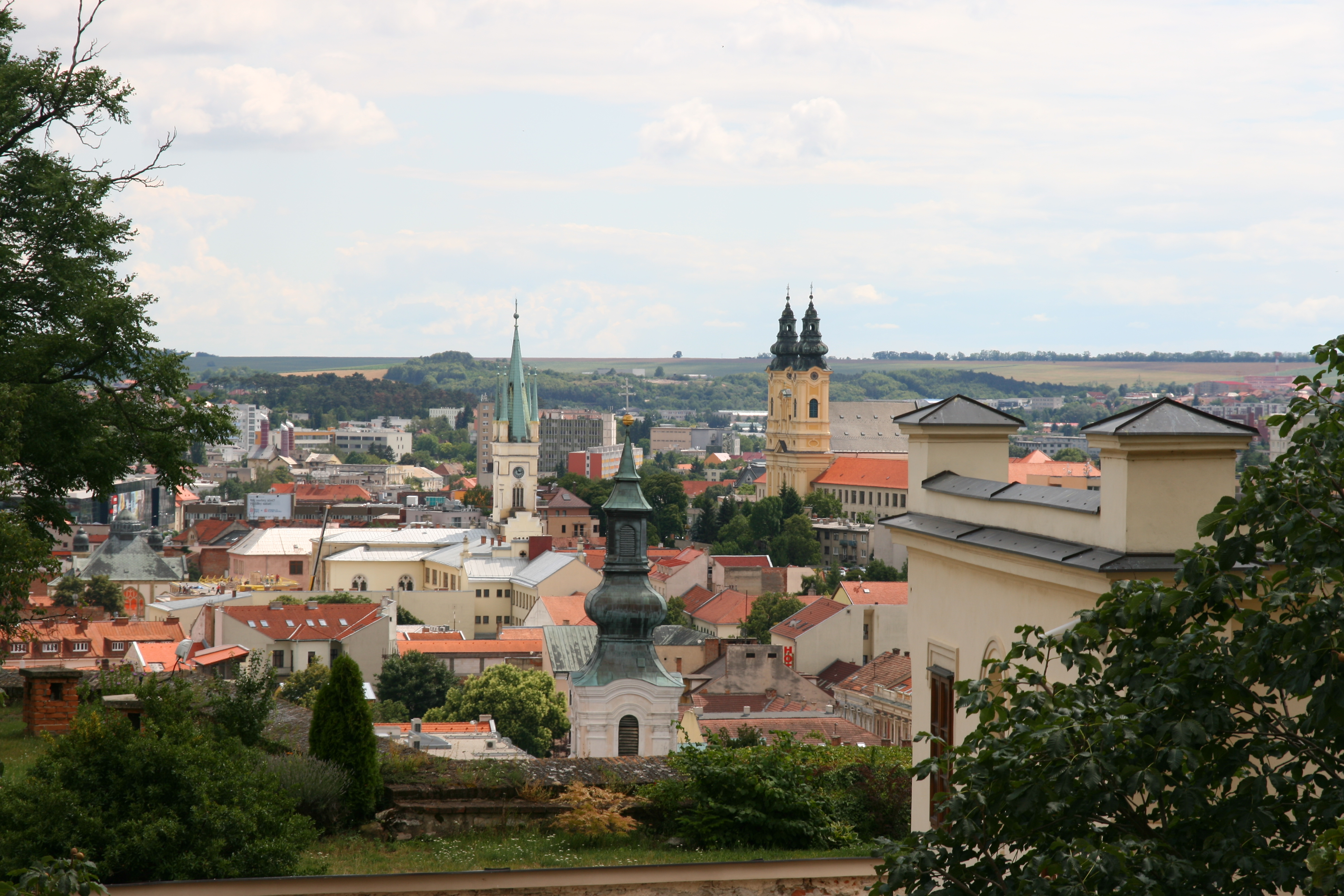
Panorama Nitry ze wzgórza zamkowego

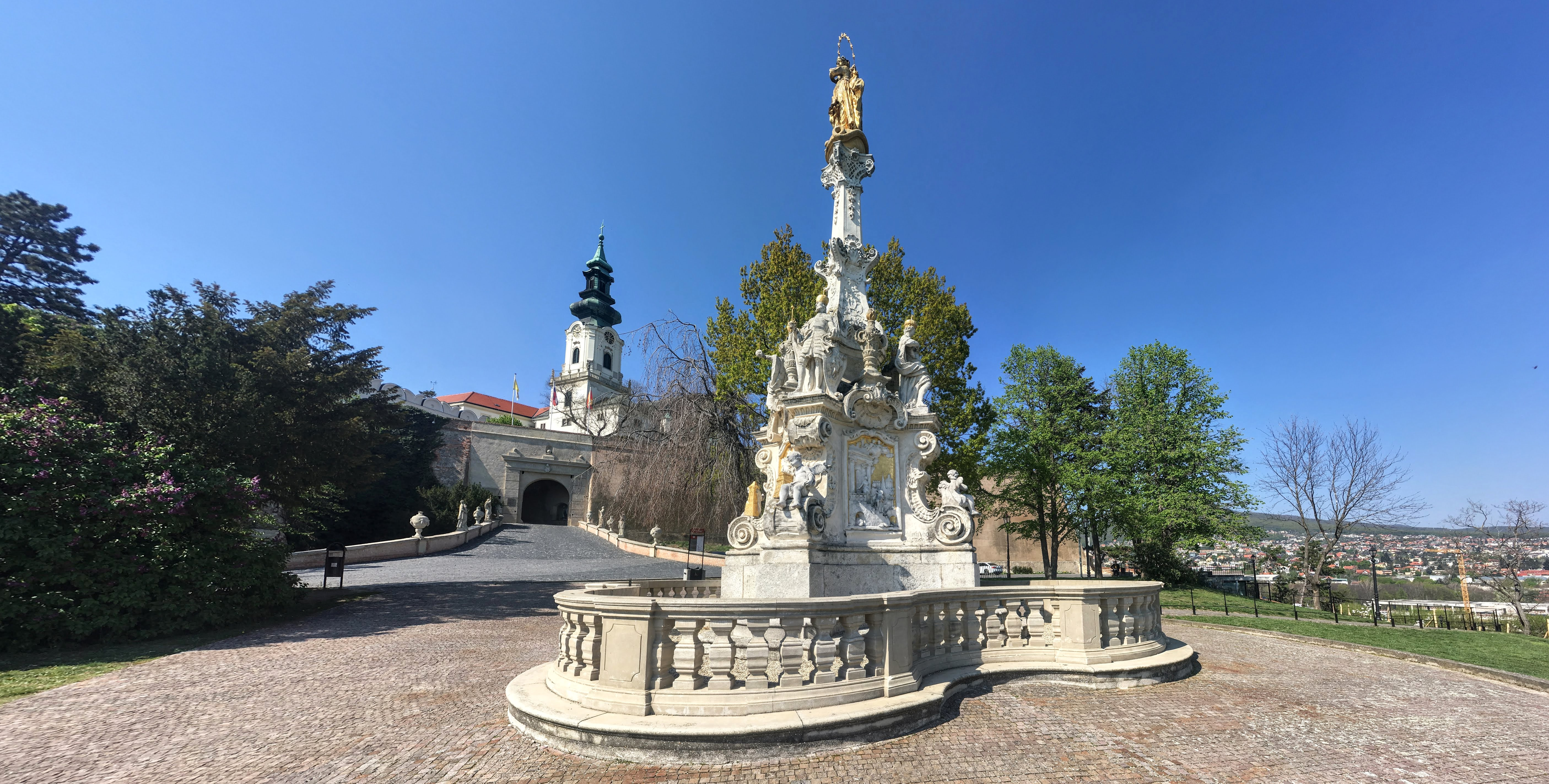
Nitriansky hrad

- Katedra św. Emmerama (Katedrála sv. Emerama)
- Muzeum Misyjne (Misijné múzeum)
- Kalwaria na wzgórzu w mieście
- Kolumna morowa
- Kompleks klasztorny pijarów (Kláštorný komplex piaristov)
- Kościół św. Władysława (Kostol sv. Ladislava)
- Kościół św. Stefana (Kostol sv. Štefana)
- Synagoga (Synagóga)
- Ruiny klasztoru św. Hipolita na Zoborze (Zoborský kláštor)
- Prehistoryczne i wczesnośredniowieczne grodzisko na Zoborze
- Romański kościół św. Michała Archanioła w Dražovcach (Kostol sv. Michala archanjela)
- Żupny Dom w Nitrze (Župný dom)

## Demografia
Według danych ze stycznia 2020 r. w Nitrze mieszkało 78 353 mieszkańców z czego 5143 to obcokrajowcy. Dane te obejmują jednak wyłącznie osoby zameldowane w mieście na pobyt trwały. Ze względu na ignorowanie przez migrujących Słowaków przestarzałych przepisów meldunkowych, realną liczbę mieszkańców Nitry należy zwiększyć o około 9%. Choć oficjalnie liczba mieszkańców Nitry spada od roku 1993, kiedy to Nitra liczyła ok. 92 000 mieszkańców, dzieje się tak na skutek migracji obywateli Nitry na teren sąsiednich gmin, które sukcesywnie zamieniane są w typowe przedmieścia z zabudową szeregową i jednorodzinną.
Bezrobocie w powiecie Nitra we wrześniu 2020 r. wynosiło 4,45%, natomiast w styczniu 2023 r. wynosiło 2,04%. Jedna z najniższych na Słowacji stopa bezrobocia jest efektem relatywnie niedużej odległości Nitry od Bratysławy, sporej liczby dużych przedsiębiorstw zlokalizowanych w okolicy (Foxconn, Samsung, Amazon, Peugeot, elektrownia jądrowa Mochovce), a także otwarcia w Nitrze w 2018 r. fabryki samochodów Jaguar Landrover.

## Gospodarka
W mieście rozwinął się przemysł chemiczny, spożywczy, materiałów budowlanych, włókienniczy oraz maszynowy.

## Transport
- Nitra (stacja kolejowa)
- Port lotniczy Nitra
- do 1994 wyciąg krzesełkowy na Zobor

## Oświata i nauka
W Nitrze siedzibę mają dwa uniwersytety – Uniwersytet Konstantyna Filozofa (Univerzita Konštantína Filozofa) oraz Słowacki Uniwersytet Rolniczy (Slovenská poľnohospodárska univerzita). Oprócz tego w mieście zlokalizowane są instytuty Słowackiej Akademii Nauk – Instytut Archeologii (Archeologický ústav SAV), Instytut Genetyki i Biotechnologii Roślin (Ústav genetiky a biotechnológií rastlín CBRB SAV) oraz Instytut Krajobrazowej Ekologii Lasu (Ústav krajinnej ekológie lesa SAV). Nitra jest też siedzibą Agroinstytutu (Agroinštitút Nitra) – państwowej jednostki naukowo-badawczej podlegającej Ministerstwu Rolnictwa.

## Kultura

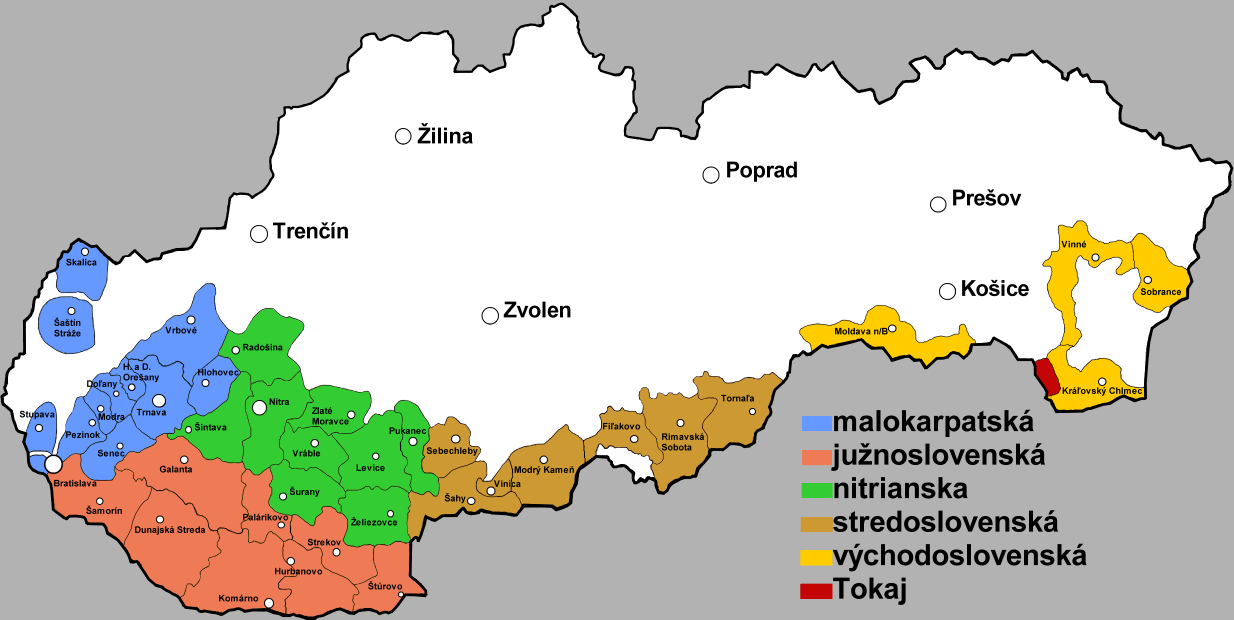
Słowackie regiony winiarskie

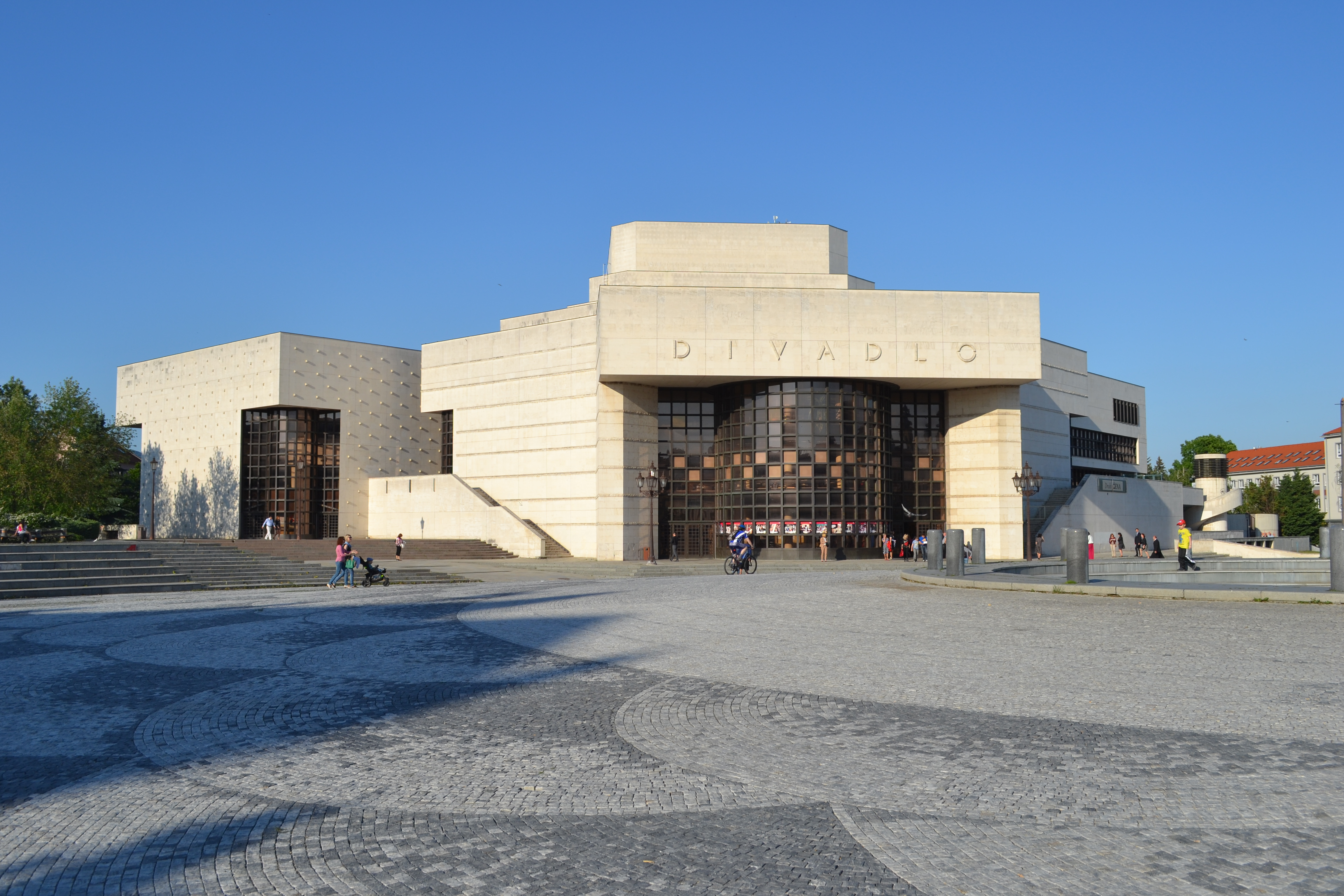
Teatr im. Andreja Bagara

Nitra jest stolicą Nitrzańskiego regionu winiarskiego (Nitrianska vinohradnícka oblasť), zlokalizowanego w północnej części kraju nitrzańskiego. Składa się on z 9 rejonów obejmujących 158 miejscowości mających prawo do produkcji wina. Nitrzański region winiarski charakteryzuje się najbardziej zróżnicowanymi warunkami klimatycznymi i glebowymi spośród wszystkich słowackich regionów winiarskich, co skutkuje dużą różnorodnością uprawianych odmian. Przeważa tu uprawa szczepów o jasnej skórce (ryzlink vlašsky, ryzlink rýnsky, veltlínske zelené, tramín červený, silvánske zelené, müller-thurgau i wiele innych), choć spotkać można także i odmiany ciemne (cabernet sauvignon, frankovka modrá, svätovavrinecké). Do wyjątkowych i cenionych odmian białych należy lokalny szczep pinot gris (rulandské šedé), znany w świecie jako Radošínsky Klevner. W regione nitrzańskim, jako jedynym na Słowacji, produkuje się także wina musujące.
Według lokalnej tradycji wino w okolicy Nitry uprawia się już od końca IX w., kiedy to mieli je tu sprowadzić benedyktyńscy mnisi osadzeni przez księcia Świętopełka na Zoborze. Co roku w Nitrze odbywają się dwa festiwale winne – Svätourbanské zoborské slávnosti w maju oraz Podzoborské vinobranie we wrześniu.

## Sport
- HK Nitra – klub hokejowy
- FC Nitra – klub piłkarski

## Miasta partnerskie
Miasta partnerskie Nitry:
- Zielona Góra
- Naperville, Stany Zjednoczone
- Bački Petrovac, Serbia
- Czeskie Budziejowice, Czechy
- Gosford, Australia
- Kromieryż, Czechy
- Osijek, Chorwacja
- Nowa Wieś Spiska, Słowacja
- Zoetermeer, Holandia
- Veszprém, Węgry
- Gyeongju, Korea Południowa